# Ettore Bugatti
Ettore Arco Isidoro Bugatti (ur. 15 września 1881 w Mediolanie, zm. 21 sierpnia 1947 w Paryżu) – włoski projektant i konstruktor samochodów. Był założycielem i właścicielem firmy produkującej samochody Automobiles E. Bugatti (utworzona w 1909 roku), w ówczesnym niemieckim mieście Molsheim w Alzacji na terenie dzisiejszej Francji.

## Życiorys
Ettore urodził się w artystycznej rodzinie wywodzącej się z Mediolanu we Włoszech. Był synem znanego projektanta mebli i biżuterii, Carlo Bugatti, oraz jego żony Teresy Lorioli. Jego ciotka, Luigia Bugatti, była żoną malarza Giovanniego Segantiniego. Jego dziadek ze strony ojca, Giovanni Luigi Bugatti, był architektem i rzeźbiarzem.
Mimo ukończenia szkoły sztuk pięknych interesował się głównie samochodami. W wieku 16 lat zamontował dwa silniki w trzykołowym rowerze i wystartował nim w 10 wyścigach automobilowych, z czego wygrał osiem. W tym samym czasie do czterokołowego podwozia zamontował cztery silniki, czym zainteresował barona de Dietrich, który postanowił nawiązać z Bugatti współpracę, jednakże mimo wspólnego wyprodukowania kilku samochodów nie układała się ona zbyt owocnie, w efekcie czego Bugatti w 1909 roku założył własną fabrykę samochodów w Molsheim (Alzacja) i podjął produkcję najszybszych, najbardziej luksusowych i zaawansowanych technologicznie samochodów drogowych swoich czasów. Wyjątkowa inżynieria doprowadziła do sukcesu we wczesnych wyścigach Grand Prix, a Bugatti zwyciężył w pierwszym Grand Prix Monako. Bugatti uchodzi również za wynalazcę samochodu wyścigowego ze sprężarką. Samochody Bugatti rywalizowały z marką Rolls-Royce i Auto Union, budując auta najwyższej jakości dla zamożnych. W latach 30. Bugatti Royale Type 41 stał się jednym z najbardziej poszukiwanych luksusowych samochodów wszech czasów. Samochody Bugatti zyskały również dobrą reputację w dziedzinie wyścigów samochodowych. Bugatti Type 35 przez kilka lat dominował na scenie wyścigowej, stając w obliczu ostrej konkurencji produkowanej przez Fiata, Mercedesa i Bentleya..
Bugatti skonstruował również samolot, który jednak nigdy nie wystartował z powodu wybuchu II wojny światowej, a także samochód, który poruszał się po szynach kolejowych (Autorail Bugatti). Bugatti zmarł w Paryżu i został pochowany w Dorlisheim w departamencie Bas-Rhin (Dolny Ren) we Francji. Za zasługi dla motoryzacji został wprowadzony do Motoryzacyjnej Galerii Sław w 2000.
Zmarł w Paryżu i został pochowany w grobie rodzinnym na cmentarzu komunalnym w Dorlisheim koło Molsheim w departamencie Bas-Rhin we Francji. Musée de la Chartreuse et Fondation Bugatti w Molsheim posiada dział poświęcony jego życiu, pracy i osiągnięciom, który prowadzony jest przez „Fundację Bugatti” (Fondation Bugatti) i wyświetla projekty, samochody, oraz przedmioty osobiste z posiadłości Ettore Bugatti, a także prace Carlo (ojciec) i Rembrandta Bugatti (młodszy brat Ettore - rzeźbiarz).